# Stainztal
Stainztal là một đô thị thuộc huyện Deutschlandsberg thuộc bang Steiermark, nước Áo. Đô thị Stainztal có diện tích 19,82 km², dân số thời điểm cuối năm 2005 là 1477 người.